# Stortretjärnen, Ångermanland
Stortretjärnen är en sjö i Härnösands kommun i Ångermanland och ingår i Indalsälvens huvudavrinningsområde. Sjön har en area på 0,0439 kvadratkilometer och ligger 323,9 meter över havet.

## Delavrinningsområde
Stortretjärnen ingår i det delavrinningsområde (697022-157581) som SMHI kallar för Mynnar i Mjällån. Medelhöjden är 347 meter över havet och ytan är 18,27 kvadratkilometer. Det finns inga avrinningsområden uppströms utan avrinningsområdet är högsta punkten. Palvarabäcken som avvattnar avrinningsområdet har biflödesordning 4, vilket innebär att vattnet flödar genom totalt 4 vattendrag innan det når havet efter 53 kilometer. Avrinningsområdet består mestadels av skog (91 procent). Avrinningsområdet har 0,04 kvadratkilometer vattenytor vilket ger det en sjöprocent på 0,2 procent.